# Xã Cass, Quận Dubois, Indiana
Xã Cass (tiếng Anh: Cass Township) là một xã thuộc quận Dubois, tiểu bang Indiana, Hoa Kỳ. Năm 2010, dân số của xã này là 2.115 người.